# Ermita de Santa Anna (Sucaina)
L'Ermita de Santa Anna està dedicada a la patrona de la vila de Sucaina (Alt Millars). Va ser construïda al final del segle xviii i està situada a uns 4 km de la població, en direcció Montanejos, per la carretera CV-195.

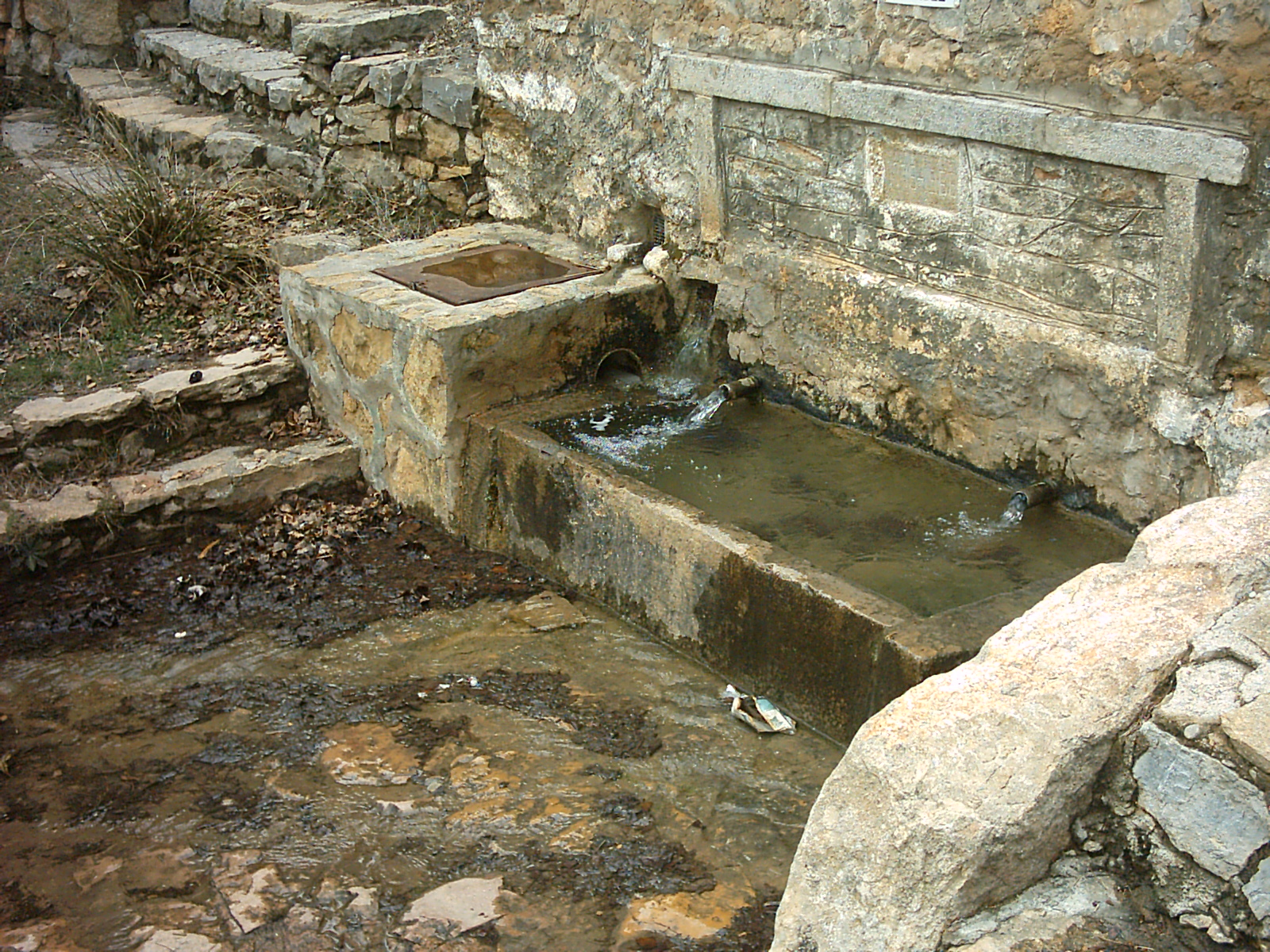
Font de l'Ermita de Santa Anna (Zucaina)

Es troba en un paratge de gran bellesa natural. Està construïda en el marge dret de la Rambla de Santa Anna, afluent del riu de Vilafermosa i d'una font de la qual surt abundant aigua fresca. Al costat de la font hi ha una zona reservada per a fer menjar i al voltant de l'ermita hi ha diverses taules i bancs de formigó.
L'ermita va ser construïda arran de les diverses aparicions que de Santa Anna va tenir una pastoreta procedent d'alguna de les masies que avui es troben pròximes a l'ermita. Santa Anna se li va aparèixer sobre un gran esbarzer que misteriosament no punxava i li va dir en l'última aparició que la gent de Sucaina construís una ermita en aquest lloc.
La devoció que tenen els vilatans a Santa Anna és molt gran, la qual, segons figura en una placa de l'ermita, va salvar del còlera a la població cap a final del segle xix. Cada 1 de maig es realitza un gran romiatge a l'ermita des del poble amb la celebració de dues misses solemnes. En tal dia la presència de paradetes, en els quals es poden comprar diverses coses, és nombrosa. Una altra data important, encara que no tan multitudinària com l'anterior, és la del 26 de juliol, diada de Sant Joaquim i Santa Anna, en la qual es realitza una missa solemne a l'ermita i es reparteix una coca coneguda com la "rebanà" entre tots els assistents. Aquest dia és conegut com el dia de "Santa Anna de la Rebanà".
En els últims anys s'han portat a terme treballs de rehabilitació de la seva façana i interior, retornant-li a l'ermita el seu aspecte original.